# Deniss Petrovs
Deniss Petrovs (ur. 31 sierpnia 1986 w Dyneburgu) – łotewski siatkarz, reprezentant Łotwy, grający na pozycji rozgrywającego. 

## Kariera siatkarska
| 2007–2008 | Daugavpils Universitāte/Ezerzeme |
| 2008–2009 | Lāse-R/Rīga                      |
| 2009–2011 | Selver Tallinn                   |
| 2011–2012 | Stroitel Mińsk                   |
| 2012–2014 | Chaumont VB 52                   |
| 2014–2015 | Stroitel Mińsk                   |
| 2015–2019 | Dinamo-LO                        |
| 2019–2022 | ASK Niżny Nowogród               |
| 2022–2023 | AS Cannes VB                     |
| 2023–     | Barkom-Każany Lwów               |

## Sukcesy klubowe[2]
Puchar Łotwy:
- 2008

Liga bałtycka:
- 2010, 2011
- 2009

Mistrzostwo Łotwy:
- 2009

Puchar Estonii:
- 2009, 2010

Mistrzostwo Estonii:
- 2010, 2011

Mistrzostwo Białorusi:
- 2012, 2015

Puchar Białorusi:
- 2014

## Sukcesy reprezentacyjne
Srebrna Liga Europejska:
- 2018